# 2008-as Camping World Watkins Glen Grand Prix
A 2008-as Camping World Watkins Glen Grand Prix a tizedik verseny a 2008-as IndyCar Series szezonból, a versenyt 2008. július 6-án rendezték meg a 3,37 mérföldes (5423 km) Watkins Glen International pályán a New Yorkhoz közeli Watkins Glenben. A versenyt Ryan Hunter-Reay nyerte Darren Manning előtt akitől az 52. körben vette át a vezetést. Hunter-Reay ezzel első győzelmét szerezte meg az IndyCarban, és a Rahal Letterman Racing csapat első győzelmét 2004 után.

## Rajtfelállás
| Rajtsor | Belső ív | Belső ív         | Külső ív | Külső ív          |
| ------- | -------- | ---------------- | -------- | ----------------- |
| 1       | 6        | Ryan Briscoe     | 02       | Justin Wilson     |
| 2       | 17       | Ryan Hunter-Reay | 9        | Scott Dixon       |
| 3       | 5        | Oriol Servià     | 11       | Tony Kanaan       |
| 4       | 26       | Marco Andretti   | 14       | Darren Manning    |
| 5       | 10       | Dan Wheldon      | 4        | Vitor Meira       |
| 6       | 18       | Bruno Junqueira  | 8        | Will Power        |
| 7       | 19       | Mario Moraes     | 7        | Danica Patrick    |
| 8       | 33       | E.J. Viso        | 36       | Enrique Bernoldi  |
| 9       | 15       | Buddy Rice       | 06       | Graham Rahal      |
| 10      | 96       | Mario Domínguez  | 27       | Hideki Mutoh      |
| 11      | 20       | Ed Carpenter     | 2        | A. J. Foyt IV     |
| 12      | 34       | Jaime Camara     | 24       | Jay Howard        |
| 13      | 23       | Milka Duno       | 3        | Hélio Castroneves |

## Futam
| Pozíció | #  | Versenyző         | Csapat                     | Futott kör | Idő/Kiesés oka | Rajthely | Élen | Pont |
| ------- | -- | ----------------- | -------------------------- | ---------- | -------------- | -------- | ---- | ---- |
| 1.      | 17 | Ryan Hunter-Reay  | Rahal Letterman Racing     | 60         | 1:54:01.1795   | 3        | 9    | 50   |
| 2.      | 14 | Darren Manning    | A. J. Foyt Enterprises     | 60         | +2.4009        | 8        | 10   | 40   |
| 3.      | 11 | Tony Kanaan       | Andretti Green Racing      | 60         | +4.1054        | 6        | 0    | 35   |
| 4.      | 15 | Buddy Rice        | Dreyer & Reinbold Racing   | 60         | +4.8111        | 17       | 0    | 32   |
| 5.      | 26 | Marco Andretti    | Andretti Green Racing      | 60         | +5.3132        | 7        | 0    | 30   |
| 6.      | 18 | Bruno Junqueira   | Dale Coyne Racing          | 60         | +5.8084        | 11       | 0    | 28   |
| 7.      | 19 | Mario Moraes      | Dale Coyne Racing          | 60         | +8.6248        | 13       | 0    | 26   |
| 8.      | 06 | Graham Rahal      | Newman/Haas/Lanigan Racing | 60         | +9.4563        | 18       | 0    | 24   |
| 9.      | 27 | Hideki Mutoh      | Andretti Green Racing      | 60         | +10.1785       | 20       | 0    | 22   |
| 10.     | 33 | E. J. Viso        | HVM Racing                 | 60         | +10.8602       | 15       | 0    | 20   |
| 11.     | 9  | Scott Dixon       | Target Chip Ganassi        | 60         | +11.0455       | 4        | 0    | 19   |
| 12.     | 6  | Ryan Briscoe      | Team Penske                | 60         | +11.5953       | 1        | 37   | 21   |
| 13.     | 96 | Mario Domínguez   | Pacific Coast Motorsports  | 60         | +12.7773       | 19       | 0    | 17   |
| 14.     | 7  | Danica Patrick    | Andretti Green Racing      | 60         | +26.6599       | 14       | 0    | 16   |
| 15.     | 8  | Will Power        | KV Racing                  | 60         | +38.1033       | 12       | 0    | 15   |
| 16.     | 3  | Hélio Castroneves | Team Penske                | 59         | +1 Kör         | 26       | 0    | 14   |
| 17.     | 20 | Ed Carpenter      | Vision Racing              | 59         | +1 Kör         | 21       | 0    | 13   |
| 18.     | 34 | Jaime Camara      | Conquest Racing            | 51         | Baleset        | 23       | 0    | 12   |
| 19.     | 2  | A. J. Foyt IV     | Vision Racing              | 47         | Baleset        | 22       | 0    | 12   |
| 20.     | 23 | Milka Duno        | Dreyer & Reinbold Racing   | 45         | Baleset        | 25       | 0    | 12   |
| 21.     | 36 | Enrique Bernoldi  | Conquest Racing            | 44         | Baleset        | 16       | 0    | 12   |
| 22.     | 4  | Vitor Meira       | Panther Racing             | 38         | Baleset        | 10       | 4    | 12   |
| 23.     | 5  | Oriol Servià      | KV Racing                  | 38         | Elektronika    | 5        | 0    | 12   |
| 24.     | 10 | Dan Wheldon       | Target Chip Ganassi        | 19         | Kiállt         | 9        | 0    | 12   |
| 25.     | 02 | Justin Wilson     | Newman/Haas/Lanigan Racing | 16         | Műszaki hiba   | 2        | 0    | 10   |
| 26.     | 24 | Jay Howard        | Roth Racing                | 15         | Kormánymű      | 24       | 0    | 10   |